# Вид, Антоний
Антоний (Антон) Вид (1508, Обервезель, Рейн-Хунсрюк — 21 января 1558, Данциг, Поморское воеводство) — немецкий картограф, получивший известность благодаря созданию карты России в первой половине XVI века.

## Биография
Родился в 1508 году в Обервезеле-на-Рейне, умер 21 января 1558 года в Данциге. Себастиан Мюнстер в своей «Космографии» называет его литвином.

## Карта Вида-Ляцкого
Непосредственное участие в создании карты принимал воевода Иван Васильевич Ляцкий, бежавший из московского государства в 1534 году. Сигизмунд Герберштейн многократно обращался к Ляцкому с просьбами, чтобы тот составил для него описание Московии, после чего изданием карты занялся Вид. Помимо сведений, полученных от Ивана Ляцкого, Вид использовал и сторонние источники, например, сочинение Матвея Меховского «Трактат о двух Сарматиях».
Карта была создана в Данциге и издана на латыни с дублированным переводом на русский язык в 1555 году. 23 мая 1541 года в письме к Герберштейну Ляцкий извещает о посылке ему карты Московии, а в конце написанной на русском инскрипции к карте, имеющейся в первом её издании 1555 года, значится 1542 год, по-видимому, как год её изготовления в рукописном виде.
В начале 1880-х годов немецкий историк Генрих Михов обнаружил в Гамбурге издание карты Антония Вида, выполненное Францем Хогенбергом в 1570 году, о чём сообщил в своей статье о древнейших картах России. Переиздание 1570 года имеет изменённый размер карты — прямоугольную форму против квадратной в оригинале. Изменено и художественное оформление, оставлен только латинский текст. Сохранилось несколько экземпляров этого издания:
- В коллекции А. Э. Норденшельда из Национальной библиотеке Финляндии
- В собрании Национальной библиотеки Франции
- В Британской библиотеке.

Оригинальная карта 1555 года была обнаружена позднее и представлена в публикации Г. Михова 1906 года.
Карта Антония Вида была хорошо известна в кругу именитых картографов, в своих публикациях его упоминает Абрахам Ортелий, Гессель Герритс и Николас Витсен. Сведениями, полученными от Вида, пользовались для составления своих собственных карт Сигизмунд Герберштейн и Себастиан Мюнстер.

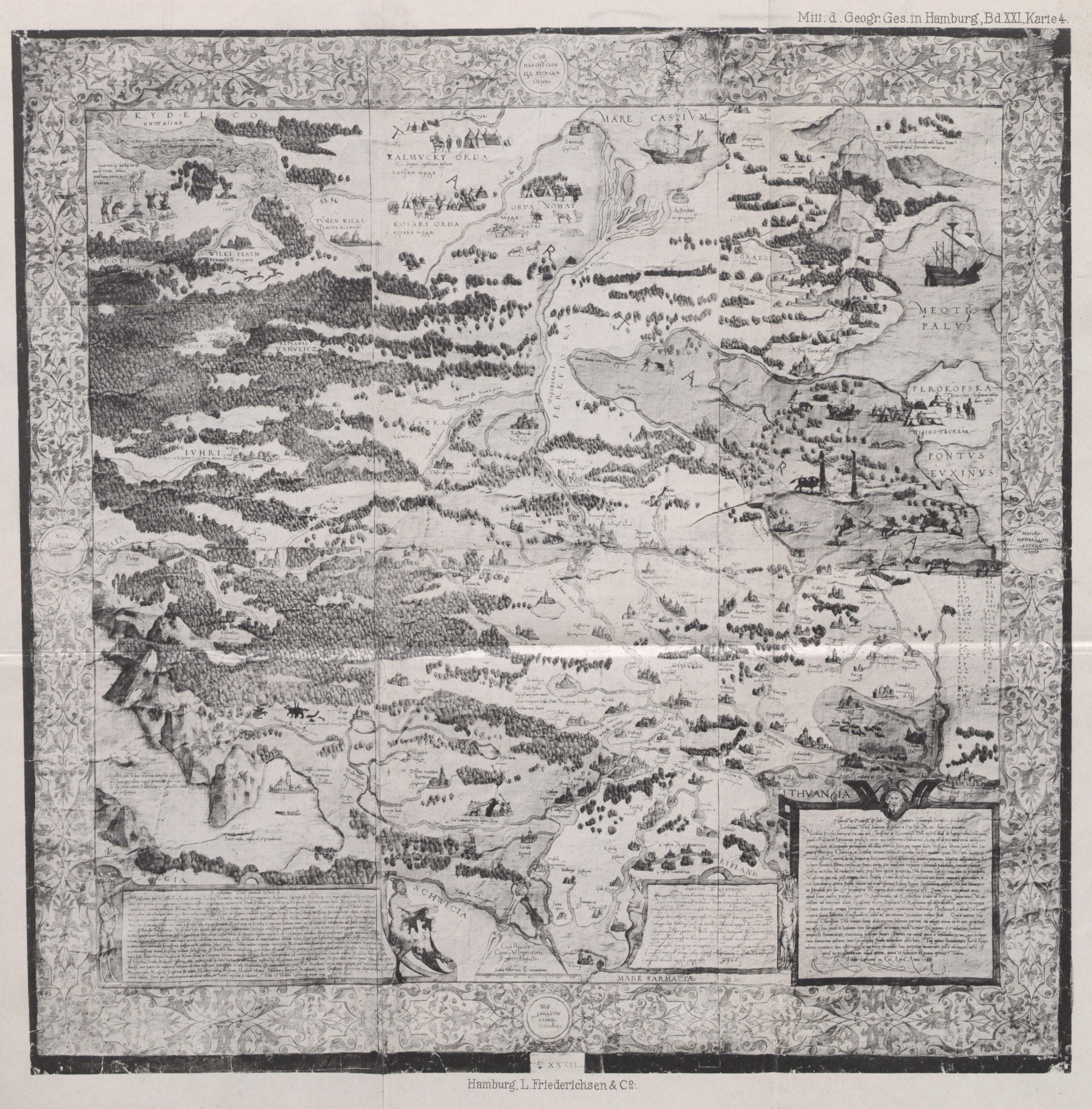
Карта Антония Вида (1555 год).
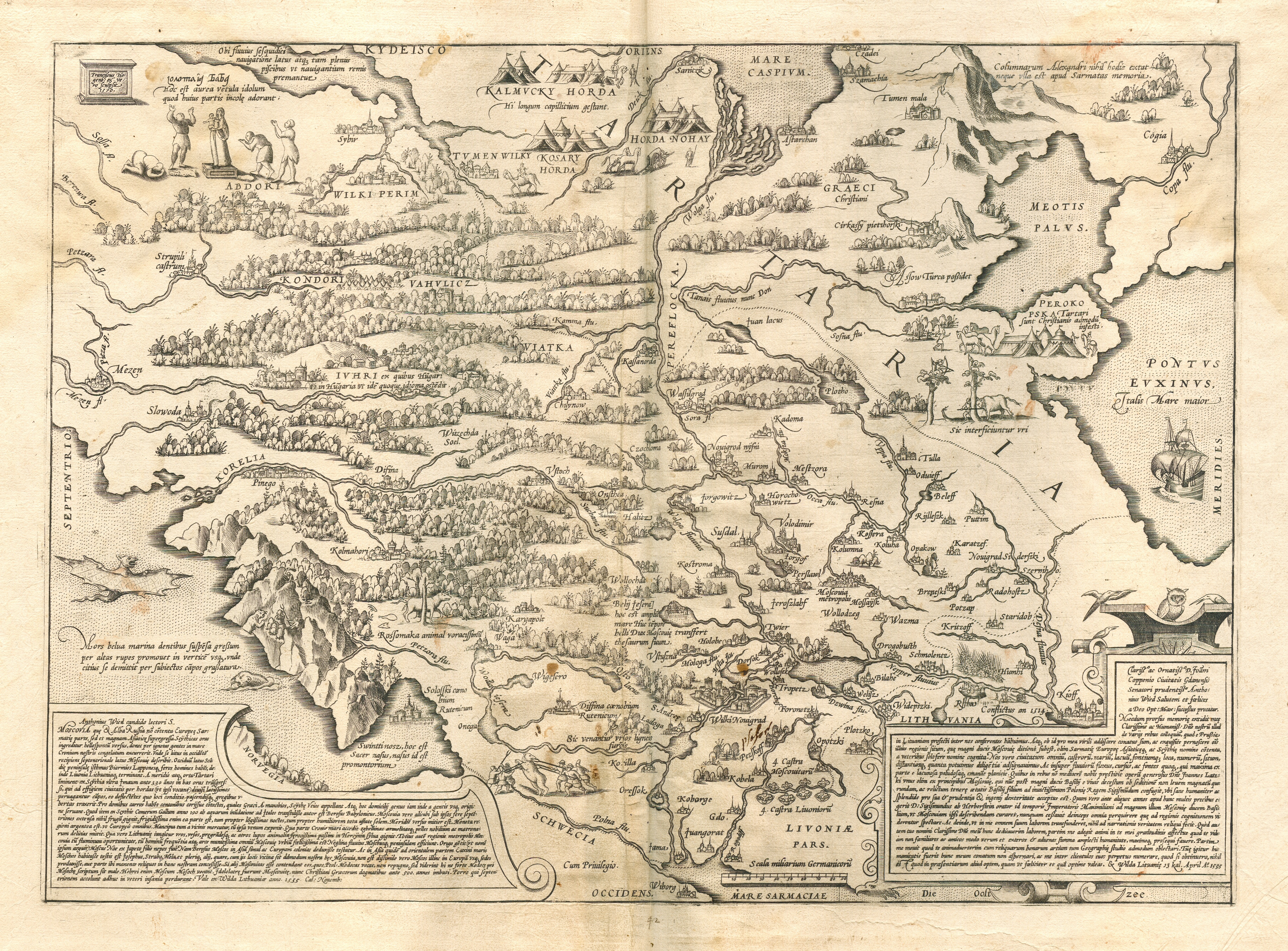
Карта 1570 года, гравёр Франц Хогенберг.

### Список произведений
- [Надпись к карте Московии] // Россия в первой половине XVI в.: взгляд из Европы / Сост. О. Ф. Кудрявцев. — М.: Русский мир, 1997. — С. 313—316. — 408 с. — 2,000 экз. — ISBN 5-85810-030-9.